# جانيت فريم
جانيت فريم (بالإنجليزية: Janet Frame) (28 أغسطس 1924، دنيدن في نيوزيلندا - 29 يناير 2004، دنيدن في نيوزيلندا)؛ شاعرة، كاتِبة وروائية نيوزيلندية. درست في جامعة أوتاغو.

## روابط خارجية
- جانيت فريم على موقع IMDb (الإنجليزية)
- جانيت فريم على موقع الموسوعة البريطانية (الإنجليزية)
- جانيت فريم على موقع مونزينجر (الألمانية)
- جانيت فريم على موقع ميوزك برينز (الإنجليزية)
- جانيت فريم على موقع إن إن دي بي (الإنجليزية)
- جانيت فريم على موقع ديسكوغز (الإنجليزية)
- جانيت فريم على موقع قاعدة بيانات الفيلم (الإنجليزية)